# Божишево (Західнопоморське воєводство)
Божишево (пол. Borzyszewo) — село в Польщі, у гміні Грифиці Ґрифицького повіту Західнопоморського воєводства.
Населення — 170 осіб (2011).
У 1975-1998 роках село належало до Щецинського воєводства.

## Демографія
Демографічна структура станом на 31 березня 2011 року:
|          | Загалом | Допрацездатний вік | Працездатний вік | Постпрацездатний вік |
| -------- | ------- | ------------------ | ---------------- | -------------------- |
| Чоловіки | 82      | 20                 | 58               | 4                    |
| Жінки    | 88      | 26                 | 50               | 12                   |
| Разом    | 170     | 46                 | 108              | 16                   |